# RSK4時なま
『RSK4時なま』（アールエスケイよじなま）は、2018年4月2日より2019年3月28日まで山陽放送で生放送されていた夕方ワイド番組。

## 概要
2018年4月より山陽放送では『Nスタ・第2部』（TBS制作）のJNN枠に加え、『同・第1部』の番販ネットを再開するのに伴い、これまで17時台で放送されていた前身番組、『RSKイブニング5時』を16時台に移動、改題する形で放送された。番組は2019年3月28日をもって終了。2019年4月1日より認定認定放送持株会社移行並び分社化後のRSK山陽放送になってから最初となる、自社制作の夕方ワイド番組としての後続番組『ごじまる』が始まり、放送開始時刻も17時に移るため、山陽放送（現：RSK山陽放送）では『Nスタ・第1部』はわずか1年で打ち切りとなる。

## 放送時間
- 月 - 金曜 16:00 - 16:50（50分）
  - 祝日は放送休止となり、代替として15:49から『Nスタ・第0部』をネット受けする（一部例外あり）。また、年末年始も放送休止となり原則自主編成番組で穴埋めするが、『Nスタ』が通常の平日版として放送される場合はそちらを第0部からネットする[1]。

## 出演者
○は山陽放送アナウンサー。（5）は『RSKイブニング5時』から続役。
- 司会
  - 国司憲一郎○（5）（月 - 水曜）
  - 坂俊介○（5）（木・金曜）
  - 小松千絵○（5）（月・金曜）
  - 廣瀬麗奈○（5）（火・木曜）
  - 田中愛○（水 - 金曜）
  - 難波紗也（月・火曜）
- レギュラー
  - 梶剛（5）（香川県住みます芸人・アイスクリーム、水曜）
- 中俣理子（5）（水曜・不定期）

## 主なコーナー
（5）は『RSKイブニング5時』から継続されたコーナー。
月曜
- 幸せレシピ（5）[2]
  - 料理のレシピを紹介する。

火曜
- 教えてプロの味（5）[2]
  - 飲食店の料理人・オーナーを招いて料理のレシピを紹介する。

金曜
- 話題の広場[3][4]
  - 週末に岡山県・香川県内で開催されるイベントをPRする。